# 丰集镇
丰集镇，是中华人民共和国河南省信阳市商城县下辖的一个乡镇级行政单位。

## 行政区划
丰集镇下辖以下地区：
丰集村、青山村、洞冲村、童畈村、霸王岗村、施寨村、王集村、白龙岗村、高斛山村、曹楼村、袁河村、陶庙村、石头岗村、何店村、油坊店村、三里庙村、凉水井村和张寨村。